# Liste der Naturdenkmale in Lind (bei Altenahr)
Die Liste der Naturdenkmale in Lind nennt die im Gemeindegebiet von Lind ausgewiesenen Naturdenkmale (Stand 14. Februar 2024).

## Ehemalige Naturdenkmäler
| Nr. | Bezeichnung     | Lage | Beschreibung                               | Bild                                    |
| --- | --------------- | ---- | ------------------------------------------ | --------------------------------------- |
|     | Edeltannenallee |      | Abies procera; Rechtsverordnung aufgehoben | Direkt Bild zu diesem Denkmal hochladen |